# Castell d'Alsamora
El Castell d'Alsamora fou una fortificació medieval de la qual resta la torre. Està situat en el poble d'Alsamora dins del municipi de Sant Esteve de la Sarga, al Pallars Jussà. Guaita de la Baixa Ribagorça, és la segona en alçada de Catalunya.

## Història

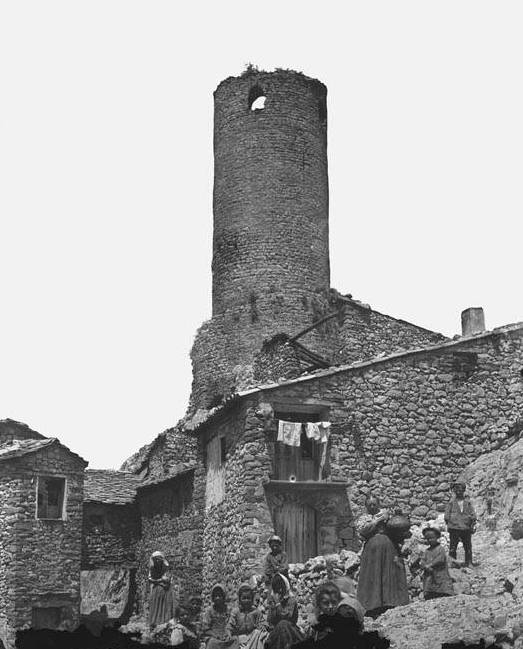
La torre de defensa en una imatge d'entre 1880 i 1905

El castell, encara que clarament és d'origen medieval (probablement del segle xi), no s'ha documentat abans del segle xviii, quan apareix esmentat a les respostes del poble al qüestionari de Francisco de Zamora. Tanmateix, el seu terme sí que està documentat des del 1038, en les afrontacions de l'alou de Fabregada.
Actualment és visible sobretot una torre, però en la Geografia de Francesc Carreras Candi, se citen "interessants torres de defensa del temps de la reconquesta". Aquesta torre, com es pot veure comparant les dues fotografies, ha mantingut el mateix aspecte en els darrers cent anys.
Aquest castell pertanyia a una línia defensiva al nord del Montsec, que era formada per, almenys, Viacamp, Girbeta, Fabregada, Castellnou de Montsec, Alzina, Moror, Estorm, Llimiana, Sant Miquel de la Vall, Montllor i Toló.

## Arquitectura
Al mig del poble i dalt el turonet que el domina hi ha una torre circular amb basament folrat i en bon estat. La construcció és amb carreus petits disposats en filades regulars, característic del segle xi. L'alçada és de 30 m, 10 m de diàmetre exterior i 3,25 de gruix de mur. A llevant s'hi obren dues finestres i hi ha una sagetera davall. A ponent hi ha una porta esbalandrada.

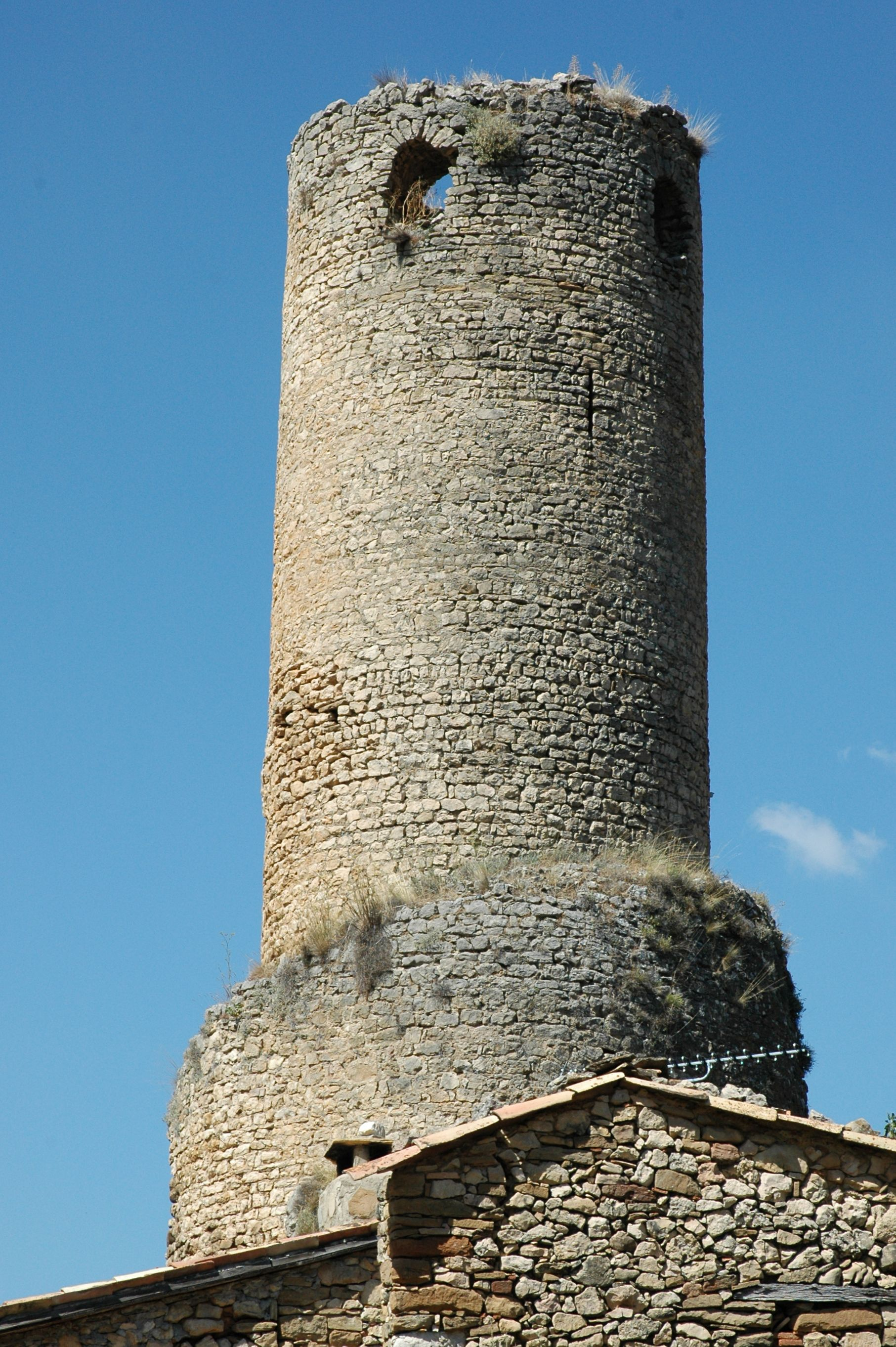
La torre del castell, la segona més alta de Catalunya

A l'interior, està dividida en quatre compartiments diferents. A baix de tot hi ha una cambra coberta amb una falsa cúpula de pedra tosca, d'una alçada de 3,2 m. actualment, però que en devia tenir 4 o 5, primitivament. Per damunt seu, a uns 4 m d'alçada respecte de l'exterior, hi ha la porta d'entrada, que mira al nord, i una obertura cap a ponent. La porta era adovellada, però les dovelles que formaven el mig punt foren arrencades. Per damunt de l'estança de la porta es veu els suports d'un sostre, a 4 m d'alçada, i per damunt, uns 3,5 m. més amunt, encara un altre, que formaven dues cambres més. La del tercer nivell presenta unes espitlleres de doble esqueixada, una mirant cap a llevant i l'altra cap a migdia.
Les parets són fetes amb carreus irregularment escairats, petits i massissos, disposats en filades regulars. Aquesta mena d'aparell ens remet a les proximitats de l'any 1000.
El capdamunt de la torre presenta uns finestrals més grossos que les espitlleres del pis inferior, que no se sap si era comú en aquesta mena de torres, atès que la d'Alsamora és la més alta i ben conservada que ha arribat als nostres dies.